# 80 Pułk Artylerii Ciężkiej
80 Pomorski pułk artylerii ciężkiej (80 pac) – oddział artylerii ciężkiej ludowego Wojska Polskiego.
Pułk został sformowany we wrześniu 1945 roku na bazie rozformowywanej 5 Brygady Artylerii Ciężkiej. W styczniu 1946 roku pułk został przeformowany w 26 Pomorski dywizjon artylerii ciężkiej.

## Skład organizacyjny
- Dowództwo pułku
- trzy dywizjony artylerii ciężkiej
  - trzy baterie artylerii

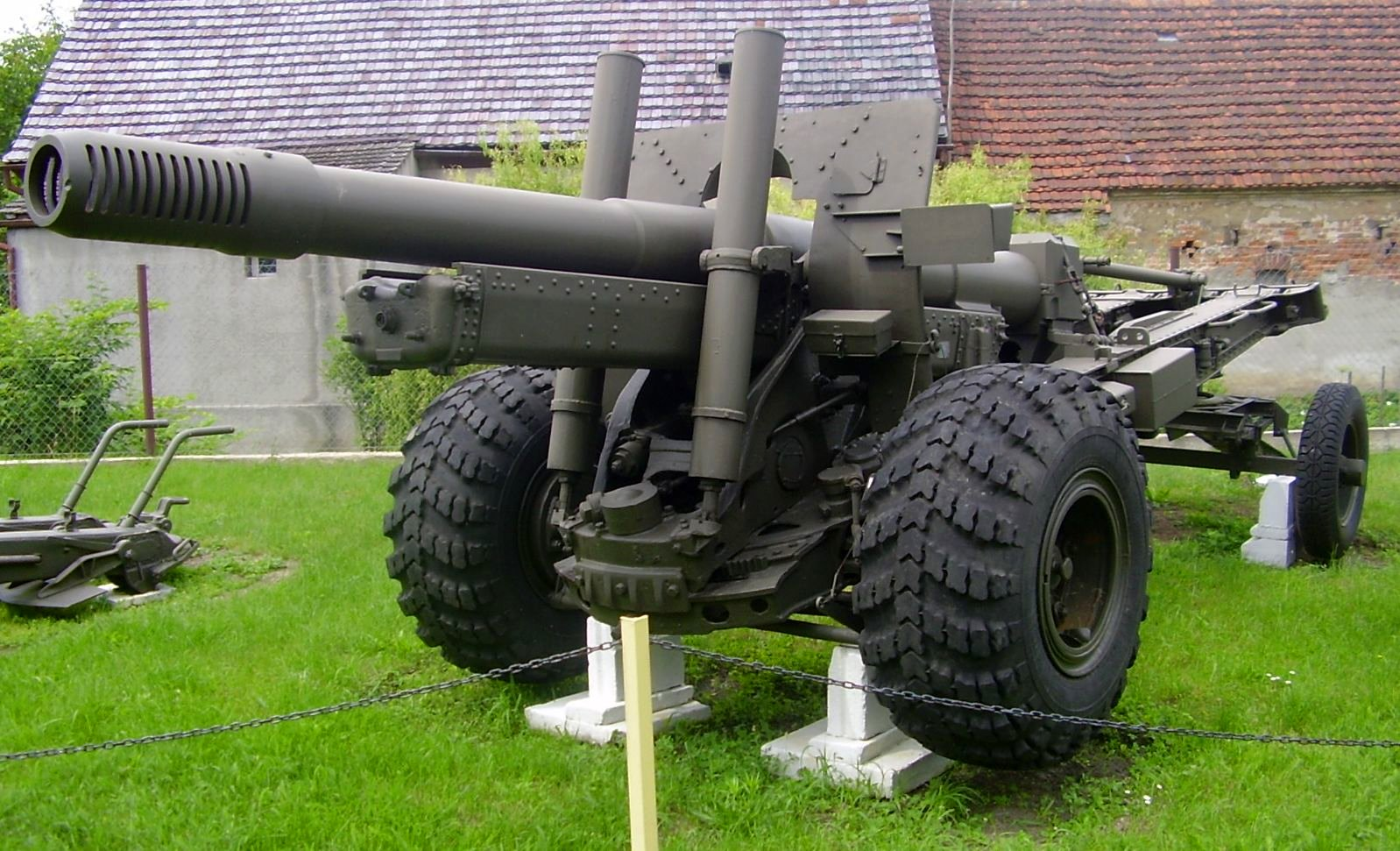
152 mm haubicoarmata wz. 1937 (MŁ-20)

- dywizjon artyleryjskiego rozpoznania pomiarowego
- bateria sztabowa
  - plutony: rozpoznawczy, łączności, topograficzny
- kwatermistrzostwo

Pułk liczył etatowo 1058 żołnierzy. Na uzbrojeniu posiadał 36 armato-haubic 152 mm wz. 37.